# José-Maria Ibánez

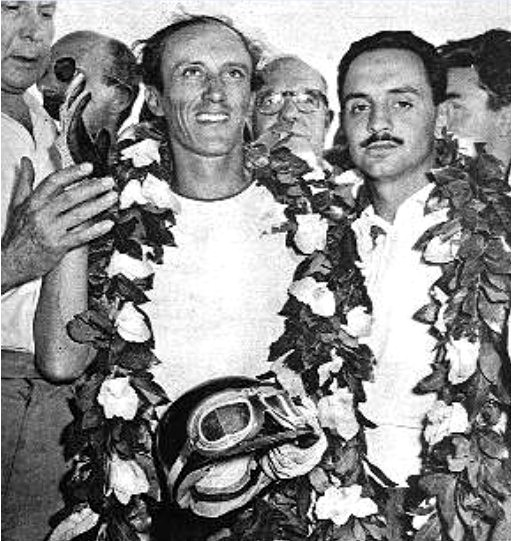
José-Maria Ibánez (rechts) und Enrique Sáenz-Valiente nach dem Sieg beim 1000-km-Rennen von Buenos Aires 1955

José-Maria Ibánez (* 1. Februar 1921 in Buenos Aires) ist ein ehemaliger argentinischer Autorennfahrer.

## Karriere als Rennfahrer
José-Maria Ibánez war in den 1950er-Jahren als Sportwagenpilot aktiv. Er fuhr nationale Rennen in Argentinien und gewann auf einem Ferrari 375MM die Premio Independencia 1954. Sein größter internationaler Erfolg war der Gesamtsieg bei dem zur Sportwagen-Weltmeisterschaft 1955 zählenden 1000-km-Rennen von Buenos Aires, gemeinsam mit Enrique Sáenz-Valiente im Ferrari 375 Plus.

## Statistik

### Einzelergebnisse in der Sportwagen-Weltmeisterschaft
| Saison | Team              | Rennwagen        | 1   | 2   | 3   | 4   | 5   | 6   |
| ------ | ----------------- | ---------------- | --- | --- | --- | --- | --- | --- |
| 1954   | José-Maria Ibánez | Ferrari 375MM    | BUA | SEB | MIM | LEM | RTT | CAP |
| 1954   | José-Maria Ibánez | Ferrari 375MM    | DNF |     |     |     |     |     |
| 1955   |                   | Ferrari 375 Plus | BUA | SEB | MIM | LEM | RTT | TAR |
| 1955   | 1                 | Ferrari 375 Plus |     |     |     |     |     |     |